# うるまでるび
うるまでるびは、うるま（男性）とでるび（女性）の夫婦によるアーティストユニット。主な活動として「ウゴウゴルーガ」「びっくりマウス」「おしりかじり虫」等。うるまは有限会社うるまでるびプロダクション代表。日本アニメーション協会理事。

## 略歴
桑沢デザイン研究所にて「うるま」と「でるび」は出会う。卒業と同時に「うるまでるび」として作品制作を開始。
1988年頃からイラストやアニメーションを中心に活動を開始。
1993年、フジテレビ制作のテレビ番組「ウゴウゴルーガ」でCGアニメーションを担当し注目を浴びる。その一つ「しかと」はスクリーンセーバーとして発売される他多数の賞を受賞。
2000年、企画・キャラクターデザインを担当したPlayStation 2用ゲームソフト「びっくりマウス」がソニー・コンピュータエンタテインメント(SCEI)から発売される。
2007年6月、NHKの「みんなのうた」で「おしりかじり虫」を発表。企画、アニメーション映像のほか作詞作曲も手がけ、その強烈なインパクトから放送後大きな反響を呼んだ。
現在はアニメーションのみならず、コンテンツ企画、ソフトウェア制作、エッセイなど幅広く手がけるマルチアーティストとして活躍。自身のホームページで多数のFlashアニメーション作品を発表するなど、精力的に活動している。

## 作品

### アニメーション
- ぶるたぶちゃん、しかと、くろたま（ウゴウゴルーガ 1992）
- ママガウロ（巨泉の使えない英語 1993）
- おでかけマキハラくん（槙原敬之CD用アニメーション 1997）
- うるまでるび GOLD（shockwave.com 2003）
- カプセル侍（NHK・えいごリアン3 2005）
- Mr.Calpaccio（自主制作 2005）
- うるまでるびDELUXE（excite 2005）
- テテメテ（Viacom 2007）
- Psychedelic Afternoon (Zapuni 2013)

### イラスト、エッセイ、出版
- うかかかま・たびのコロッケさん（ねーねー連載まんが 1997）
- うるまでるびののぞきあな（ほぼ日刊イトイ新聞 2000）
- おれボテ志デラックス（出版 2004）

### ゲーム、ネットワーク作品、メディアアート作品
- InterPot（ネットワークコミュニティの企画・制作／ニフティ 1999 ∼）
- びっくりマウス（Playstation 2 ゲームソフト 2000）
- うるまでるびペイント (2007)

### 楽曲アニメ作品
音楽に対するPV（プロモーションビデオ）や映画に対する映画音楽のように、音楽と映像が主従の関係にあるものの対し、音楽と映像が同等の役割を果たす作品を、うるまでるびは「どちらが欠けても作品として成立しない新しいジャンル」と定義しており、その中でも自身の作品は音楽とアニメが同等な「楽曲アニメ」と呼んでいる。
- おしりかじり虫（NHK「みんなのうた」 2007）
作詞・作曲とアニメーション制作をうるまでるびが行った。CDでの歌手名義は「おしりかじり虫」だが、実際に担当しているのはうるま自身とのこと。
2007年8月31日、日本テレビ系の番組スッキリ!!で同曲が取り上げられた際にうるまでるびがゲスト出演し、本人は「（歌っているのは）おしりかじり虫です」と発言したものの、「アニメ制作のほか作詞・作曲・歌も担当」とテロップ表示された。松前公高との共同制作。
- スミ子（うるまでるびプロダクション＋アミューズ 2008）
おしりかじり虫に続く、楽曲アニメ作品。「スミ子Forever」「あなたの態度が気に入らない」2曲入りCD/DVD、およびキャラクター商品をモノコムサで限定販売。販売ルートが限定されながらも、CDの売上は1か月で4000枚を突破した[1]。
- 小吉物語（うるまでるびプロダクション 2009）
ノラ犬の「小吉」を主人公にした楽曲アニメ作品。監督:うるまでるび、作詞:としおちゃん、作曲:織田哲郎。
- うるまでるびのGO!GO!選挙（財団法人明るい選挙推進協会 2009）
2009年にYouTubeで公開され、2010年1月11日の成人式で新成人に対して配布されたDVDに収録された楽曲アニメ作品。
- おしりの山はエベレスト（NHK「みんなのうた」 2012）
おしりかじり虫の第2弾。よりおいしいおしりを求めて世界一高いエベレストを目指す内容。企画・作詞とアニメーション制作をうるまでるびが行った。

### その他
- 「牛乳でおいしくホットなココア」（ブルボン・TVCM登場キャラクターのデザイン 2008、2009）
- うるまでが〜まる（テレ玉などのローカル番組 2009）
大道芸人として知られるが〜まるちょばとコラボレーションを組み、番組キャラクターの「イースター・ブースター」のデザインを手掛けた。「大人に聞いてみよう!」のコーナーではゲストの背後で顔出し出演し、ゲストが様々な質問に答えている間、ゲスト本人とその答えをイメージしたイラストを描いている。「うるまでるびの世界」という自前の作品を紹介するコーナーもある。

## 主な受賞歴
- 通産省マルチメディアグランプリ1998 シアター・展示部門 エンターテインメント賞 （びっくりマウス）
- 通産省マルチメディアグランプリ2000 パッケージ部門 インタラクティブ賞 （びっくりマウス）
- ZAGREB ‘98 (Croatia) 入賞
- Annecy Animation Festival (France ‘99) 入賞
- 経済産業省認定 独立行政法人情報処理推進機構(IPA) 未踏ソフトウェア創造事業 2005年度上期 スーパークリエータ
- Chicago International Children's Film Festival 2006 (USA) 審査員特別賞
- Ottawa International Animation Festival 2006 (Canada)

## 役職
- 日本アニメーション協会理事

## その他
- うるまはC言語やREALbasicでプログラミングができる。
- うるまでるびペイントは五十嵐健夫、兵藤嘉彦らとの共同開発。
- ペンネームの由来は単に思いつきとの事で、沖縄県うるま市や日本たばこ産業(JT)が沖縄県限定で発売している紙巻きたばこ「うるま」とは無関係。
- でるびのペンネームの英語表記は悪魔を意味するDevilのスペルを入れ違いにしたものとなっている。